# Małyj Irgiz
Małyj Irgiz (ros. Малый Иргиз) – rzeka w południowej Rosji przeduralskiej (obwód saratowski), lewy dopływ Wołgi w zlewisku Morza Kaspijskiego. Długość – 235 km, powierzchnia zlewni – 3900 km², średni przepływ u ujścia - 6,4 m³/s. Reżim śnieżny. Pokrywa lodowa od listopada do kwietnia. Latem regularnie wysycha, zimą niekiedy zamarza do dna. Łącznie bez przepływu wody do 305 dni w roku. 
Źródła na wzgórzach Kamiennego Syrtu na zachodnim krańcu Wielkiego Syrtu. Płynie na zachód i uchodzi do Zbiornika Saratowskiego na Wołdze, powyżej Bałakowa.